# Цан Цзє
Цан Цзє (кит. трад. 倉頡, спр. 仓颉, піньїнь Cāng Jié, 26-27 століття до н. е.) — міфологічний персонаж, офіційний історик легендарного Жовтого імператора, винахідник китайської ієрогліфіки.
За легендою, Цан мав чотири ока і вісім зіниць. За доповіддю «Хуайнань-цзи», коли він винайшов письмена, «боги і духи плакали, а з Небес дощило просом». Історичність існування Цан Цзє не доведено.

## Переказ про створення письма
Невдовзі після об'єднання Піднебесної, Жовтий імператор вирішив створити нову систему письма. Старий метод — зав'язування вузлів на мотузках для передачі повідомлення — його не влаштовував. Відповідальним за винахід нової системи письма було призначено Цан Цзє. Він оселився на березі річки і повністю присвятив себе виконанню волі свого повелителя. Час минав, але Цан був не в змозі придумати жодного знаку для письма.
Одного дня він помітив у небі фенікса, який тримав у дзьобі якийсь предмет. Цей предмет упав прямо під ноги Цану. Той побачив, що то відбиток лапи. Не знаючи, якому звірові належить відбиток, він спитав про це в мисливця, який проходив поруч. Мисливець відповів, що це без сумніву відбиток лапи крилатого лева Пі Сю, бо він відрізняється від відбитків лап інших живих істот.
Розмова з мисливцем підштовхнула Цан Цзє до думки, що якщо він зможе розпізнати у малюнках основні риси того, що складають все і вся на Землі, то такі малюнки можуть послужити чудовими знаками для нової системи письма. Відтоді Цан почав вивчати особливості усіх речей — сонця, місяця, зірок, хмар, озер, річок, птахів і тварин, і на основі цих особливостей склав довгий список знаків-малюнків. На радість Жовтого імператора, Цан Цзє представив йому повний список усіх знаків для письма. Монарх скликав управителів усіх дев'яти провінцій імперії, аби Цан Цзє навчив їх новій системі письма. На березі річки, де винахідник створив ієрогліфи, було збудовано пам'ятний храм на його честь.

## Літературні референси
Твір з правопису ієрогліфів за назвою «Цан Цзє пянь» zh:苍颉篇 вважається складеним Лі Си за часів династії Цінь.